# Уммідія Квадратілла
Уммідія Квадратілла (*Ummidia Quadratilla, бл. 28 — бл. 107) — матрона, театральний діяч, покровителька мистецтва, меценат часів Римської імперії.

## Життєпис
Походила з роду нобілів Уммідіїв. Донька Гая Уммідія Дурмія Квадрата, консула-суфекта 39 року, та Саллюстії. Приблизно в середині 40-х років вийшла заміж, проте достеменно невідомо ім'я чоловіка (можливо Асконій Секунд). Мала 1 сина, проте швидко овдовіла. Ймовірно всиновила онука, щоб той продовжив рід Уммідіїв. Невдовзі взяла на виховання онука — Гая та внучку.
Організувала та виступала у власній театральній трупі, де представляла пантоміми. Її акторське мистецтво мало численних шанувальників завдяки відкритим виступам у Римі. Висловлюються думки, що трупа Уммідії гастролювала південною Італією, або лише Лаціумом і Кампанією. Водночас вела розкішний спосіб життя, що дозволяли робити численні статки батька, що помер приблизно 60 року та покійного чоловіка, маючи палац на Авентинському пагорбі. У своєму листі Пліній Молодший іменує Квадраттілу як «принцеса Феміна».
Власним коштом проводила відновлювальні роботи в рідному місті родини Касін (Лаціум). За гроші Уммідії було зведено храм та амфітеатр, а також родинний мавзолей, де згодом Уммідія перепоховала батька. В подальшому допомагала дуумвірам Касіна здійснювати значні громадські будівельні роботи.
Останній роки життя провела, як годиться римській матроні, практично не залишала Риму. На той час успадкувала або купила палац ГаяКассія Лонгіна. Тут мешкала разом з онуком Гаєм. Померла приблизно 107 року, заповівши 1/3 свого майна внучці, а 2/3 — онукові.

## Родина
Чоловік — Асконій Секунд.
Діти:
- Уммідія Асконія Секунда, дружина Серторія Севера